# مؤشر الحرارة
مؤشر الحرارة بالإنجليزية Heat index هو مؤشر يجمع بين درجة حرارة الهواء والرطوبة النسبية في محاولة لتحديد درجة الحرارة التي يشعر بها الإنسان حقاً - مقدار الحرارة التي يشعر بها. على سبيل المثال، عندما تكون درجة الحرارة 90 درجة فهرنهايت (32 درجة مئوية) مع رطوبة عالية جدا، مؤشر الحرارة يمكن أن يكون حوالي 109 درجة فهرنهايت (43 درجة مئوية).
جسم الإنسان يبرد عادة نفسه بواسطة العرق، الذي يتبخر ويحمل الحرارة بعيدا عن الجسم. ومع ذلك، عندما تكون الرطوبة النسبية عالية، يتم خفض معدل التبخر، وبالتالي تتم إزالة الحرارة من الجسم بمعدل أقل، الامر الذي يؤدى إلى الحفاظ على حرارة أكثر مما هي عليه في الهواء الجاف. وقد اتخذت قياسات استنادا إلى تشعر بالحرارة عند درجة حرارة معينة ورطوبة نسبية معينة أعلى مؤشر حرارة في العالم كان في الظهران في 08/07/2003 حيث كانت درجة الحرارة 107 درجة فهرنهايت (42 درجة مئوية ) و الرطوبة 65% مما أدى إلى مؤشر حرارة بلغ 178 درجة فهرنهايت (81 درجة مئوية ) لكن تاريخ 01/09/2015 مدينة كلباء حيث كانت درجة الحرارة 105 فهرنهايت (41 درجة مئوية ) و الرطوبة 81% مما تسبب في مؤشر حرارة بلغ 193 درجة فهرنهايت (89 درجة مئوية).
Enter:Heat Index Chart.jpg